# Exim
Exim — це агент пересилки повідомлень (mail transfer agent, MTA), який використовується в операційних системах сімейства Unix.  Перша версія була написана в 1995 році Філіпом Гейзелем (Philip Hazel) для використання як поштової системи в  Кембриджському університеті.  Exim поширюється під ліцензією GPL, і кожен може вільно завантажити його, використовувати і модифікувати. 
Exim дотримується дизайну sendmail, де один процес контролює всю роботу MTA.  Такий монолітний дизайн вважається небезпечним, але у Exim хороша історія безпеки і для версії 4.xx. рідкісні критичні вразливості.

## Особливості
- Повністю вільний MTA
- Підтримка віртуальних доменів
- Дуже гнучка система фільтрації пошти, заснована на власних списках контролю доступу (ACL).  Дозволяє застосовувати безліч правил на кожному етапі SMTP-сесії
- Потужна система налагодження, що дозволяє емулювати вхідні з'єднання з повним виведенням всієї логіки обробки листа
- Підтримка SMTP-автентифікації з використанням багатьох різних бекендів, таких, як LDAP, Dovecot SASL, Cyrus тощо
- Підтримка великого списку антивірусного ПЗ, такого як ClamAV, KAV тощо
- Підтримка великого списку антиспамового ПЗ, такого як Spamassassin, Спамооборона тощо
- Підтримка сучасних видів підпису та верифікації пошти, таких як SPF і DKIM

### Нумерація версій
У правилах зазначено, що немає фіксованого графіка випуску релізів — корегуючі релізи випускаються як мінімум раз на півроку, а релізи з виправленням критичних вразливостей випускаються в терміновому порядку і містять тільки одне виправлення.  Поширювані архіви обов'язково забезпечуються цифровим PGP-підписом.  Нумерація релізів має формат x.yy, при цьому після "4.99" буде слідувати "5.00", зміна першої цифри також буде проводитися при додаванні змін, що порушують зворотну сумісність.

## Недоліки
- Швидкість відправки штучно обмежена (не більше 2000 листів в секунду)[3]
- Робота з поштовою чергою не оптимізована
- Не підтримує Delivery Status Notification (DSN, звіти про доставку)[4]
- Монолітний дизайн, коли один процес керує всім

## Поширеність
На початку 2011 року сервіс SecuritySpace провів автоматизоване опитування більш ніж мільйона поштових серверів. У результаті були виявлені наступні показники: на 37.93% серверів використовується Exim, на 22.10% — Postfix, на 15.95% — Microsoft Exchange, на 14.47% — Sendmail.  Що стосується тенденцій, то останні кілька років спостерігається стійке зниження частки Microsoft Exchange і Sendmail, які були лідерами, аж до 2008 року.  Місце Exchange і Sendmail потроху займають Exim і Postfix.

## Виноски
1. ↑  Exim | freshmeat.net. Архів оригіналу за 17 травня 2008. Процитовано 28 березня 2012.
2. ↑  [Архівовано 2 лютого 2012 у Wayback Machine.] Re: [exim-dev] Remote root vulnerability in Exim
3. ↑  http://www.exim.org/exim-html-current/doc/html/spec_html/ch03.html [Архівовано 19 квітня 2012 у Wayback Machine.] - затримка між прийманням листів не може бути менше 1/2000 с, при цьому, якщо між прийманням листів проходить менший час, сервер очікує, поки пройде потрібний час
4. ↑  Does Exim support Delivery Status Notification (DSN), Message Status Notification (MSN), or any other form of delivery acknowledgement?. Архів оригіналу за 12 червня 2012. Процитовано 28 березня 2012.
5. ↑  Mail (MX) Server Survey. Архів оригіналу за 11 лютого 2012. Процитовано 28 березня 2012.